# 汎神論論争
汎神論論争（はんしんろんろんそう、独: Pantheismusstreit）とは、18世紀後半にドイツで起きたスピノザの哲学をどう受け入れるかという一連の論争のことを言う。したがって、この出来事をスピノザ論争ともいう。
この論争には、劇作家のレッシング・哲学者モーゼス・メンデルスゾーン、哲学者ヤコービといった当時のドイツを代表する学者のほか、カントやゲーテやヘルダーも言及するなど当時の知識人も注目した論争であった。

## 経緯
スピノザの「神即自然」(deus sive natura)という思想は、当時のキリスト教から無神論のレッテルを貼られ、主著『エチカ』(Ethica)は、長い間人々の目に触れることはなかった。そして、長らく「スピノザ的」という表現をした場合、それは無神論であり、一種のタブーとされてきた。これらにより、長らくスピノザの哲学は忘れられていた。したがって、当時のドイツにおいてのスピノザ研究の水準はかなり低く、ほとんど知られていない。また、研究するにしても無神論と危険視されていたため、「果敢」に取り組む必要があった（なかでも、ゲーテやカントは「果敢」に挑もうとした人物である）。
そのような中で、ドイツの劇作家レッシングが、彼の作品である『賢者ナータン』や著『人類の教育』において、個々の宗教の教義を超越し、普遍の地平に到達すべきである、というこの論争の火種になるような考えを示し、また晩年には「自分はスピノザ主義者かもしれない」と述べたことに、この論争は端を発する（厳密に言えば、ゲーテの「プロメテウス」の詩をヤコービとの対談の中で、「これは私の立場と同じです」と述べたことである）。
レッシングは1781年に死去したが、2年後の1783年に、ヤコービは、レッシングの親友であり哲学者のメンデルスゾーンがレッシングについての著述をする事を知る。そしてメンデルスゾーンに、「レッシングが晩年スピノザ主義であったことを知っているか」という質問を、知人であるエリーゼ・ライマールスを介して書簡において質問する。メンデルスゾーンは、レッシングとはしばらく音信不通であったので、この事は知らなかった。逆に、メンデルスゾーンがヤコービに、なぜレッシングはこのような見解に至ったのかと問い合わせをして来たのである。
メンデルスゾーンは、当時の一般のスピノザの哲学に対する考え方とは異なり、スピノザの『エチカ』に対し、さほど非合理なものでもなく、優れている部分もあると考えていた。また、レッシングだけひとりスピノザ主義者と呼ぶことにも疑問を持っていた。これらに答えるべく、ヤコービはメンデルスゾーンに対して書簡を送り、スピノザ主義に対する見解やレッシングとの対話の内容を明らかにした。これを明らかにしたことにより、ヤコービとメンデルスゾーンとの間でスピノザ哲学のあり方について論争（主に書簡でのやり取り。このころの書簡は、現在のようなメディアが発達していない情勢の中のものなので、その内容は公開されることも多かったし、著作や大学での講義と同等の影響力を持っていた）となるのであった。
その翌年(1784年)、メンデルスゾーンはヤコービのスピノザ主義に対しての批判として"Erinnerungen"(回想録)というタイトルの論文を送った。そこには、スピノザ主義に対する批判、およびヤコービのスピノザに対する理解の批判が記されてあった。だがヤコービによれば、メンデルスゾーンはこの論文において、スピノザへの理解が原典を通じてではない間接的なものであり（当時の研究事情からすれば、それは仕方がないことでもある）、また、レッシングとの対話の内容も理解できておらず、誤解だらけであったとしている。メンデルスゾーンがスピノザ主義の何たるかを十分理解できていない以上、水掛け論になるとして、かつてヤコービがハーグ在住の親友、ヘンムスターホイス宛てに送った論文（フランス語）をメンデルスゾーンにも送った。
1785年になり、メンデルスゾーンはヤコービに対して、先の『回想録』の返答を得られていないと手紙で言う。ヤコービは、その返答としてヘンムスターホイス宛ての論文を見てもらうことが、現段階でのメンデルスゾーンのスピノザ理解を考慮すれば最善と思っていた。そこで改めて、「私にとってはただ傍観する回想録」という名前の手紙をメンデルスゾーンに送った。そこで、ヤコービとメンデルスゾーンのスピノザ主義に対する理解が一致しないのは、メンデルスゾーンの理解不足が原因だと主張した。
しかし、その後しばらくメンデルスゾーンから連絡はなかった。何ヶ月か経って書簡が届き、何ヶ月も回答をしなかった非礼と、最近まで無関係な論文を執筆していた旨を語る。しかし、ヤコービにその論文を読むことを期待していないし、送ってもこなかった(ただし、ヤコービは友人のハーマンを通じてすでにその論文の存在は知っていた)。さらに、かつての自身の「回想録」を紛失してしまったので、悪いがヤコービがまだ持っているならそれを私に送ってくれまいか、という申し入れもしてきた。加えて、ここでメンデルスゾーンは、ヤコービのスピノザに対する論文ですら理解できなかった、と吐露している。次の機会にはヤコービの評価を得られるような著作をするから、今回の件はその時期から始めようとさえ言ってきた。
このような身勝手な振る舞いはヤコービの怒りを買い、ヤコービはメンデルスゾーンの許可なくして往復書簡を公開するに至った。これには「スピノザの教説について」というタイトルが付された。1785年1月28日であった。この公開を機に、カントやハーマン、ヘルダーやゲーテが目をつけ、一大論争となった。メンデルスゾーンはさらに反論として「レッシングの友人たちへ」という内容の著作を書き、ヤコービも「メンデルスゾーンの告発に抗して」と互いに反論しあったが、メンデルスゾーンの『レッシングの友人たちへ』という内容の著の公刊を前に、メンデルスゾーンが死去したため、この論争は終わる形となった。

## 汎神論論争がもたらしたもの
汎神論論争の帰結は、それまで無神論としてタブー視されてきたスピノザ哲学が一気に花開いたこと、つまりスピノザの哲学が、無神論ではなく汎神論的であったとして、一つの哲学として認められたことであろう。そしてこれは、自然を生命に充ちた統一として崇めるドイツロマン主義の成立を促した。ドイツロマン主義の哲学者、シェリングやヘーゲル(彼らはドイツ観念論の代表でもあったが)といった人物にも大きな影響を及ぼしたのである。
なお、この論争の14年後にフィヒテのイェナ追放をめぐる無神論論争が勃発するが、これもフィヒテの汎神論的な発想に端を発しており、汎神論論争と同様、スピノザ的汎神論の考えが伏線にあるものといわれている。